# Panóplia
Panóplia (do grego, πανοπλια; "todas as armas") designava, na Grécia Antiga, a armadura completa do soldado hoplita, composta pelo escudo, elmo, couraça e cnêmides, pesando entre 22 e 31 kg. De maneira análoga, na Idade Média, o termo foi aplicado à armadura dos cavaleiros europeus.
Por extensão de sentido, a palavra também é utilizada para definir uma coleção de armas, escudos, bandeiras ou de objetos de ordem diversa. 

Formação de panóplia de bandeira servindo de suporte do escudo do Quartel General Supremo das Potências Aliadas da Europa.

## Galeria

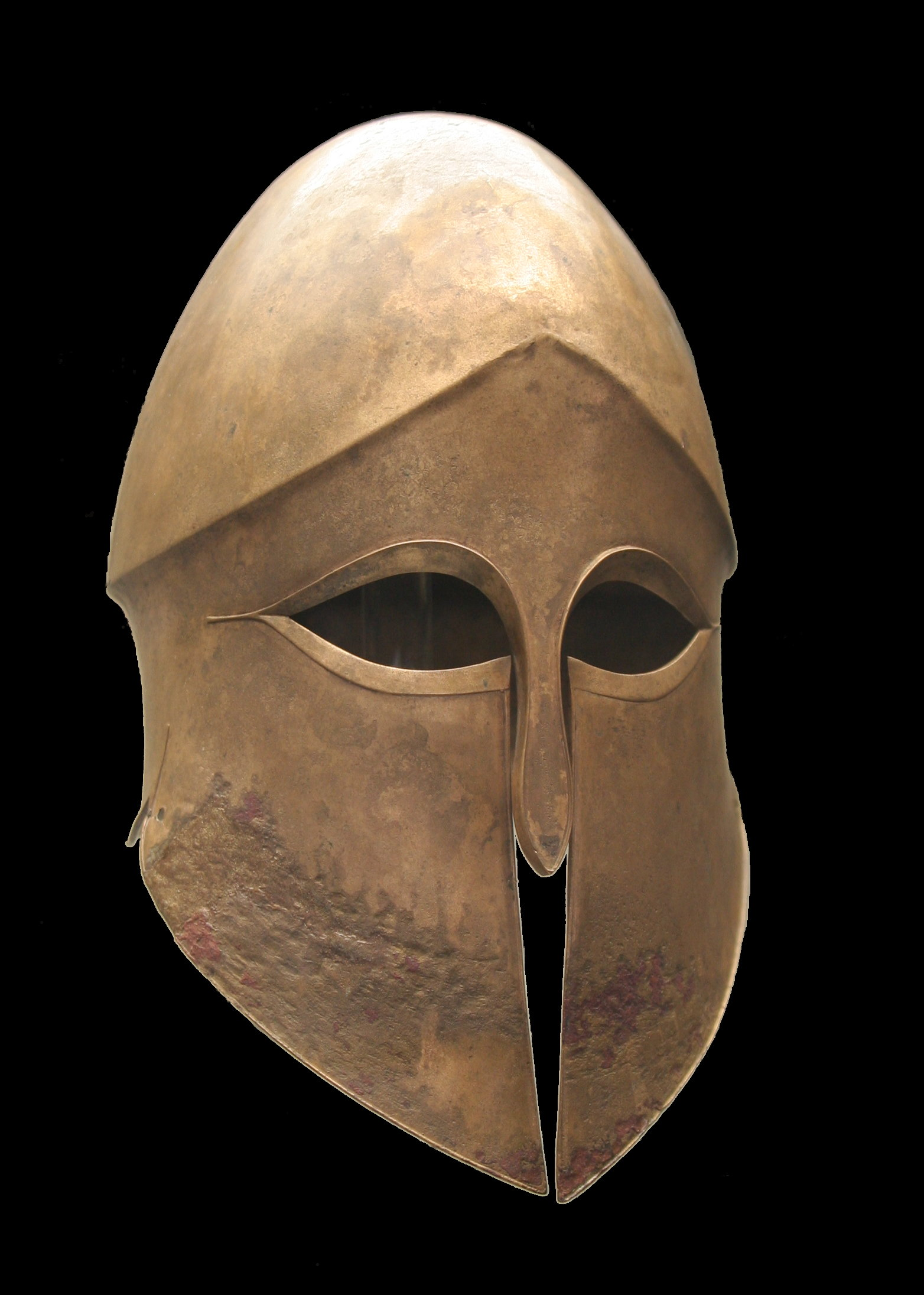
Elmo coríntio
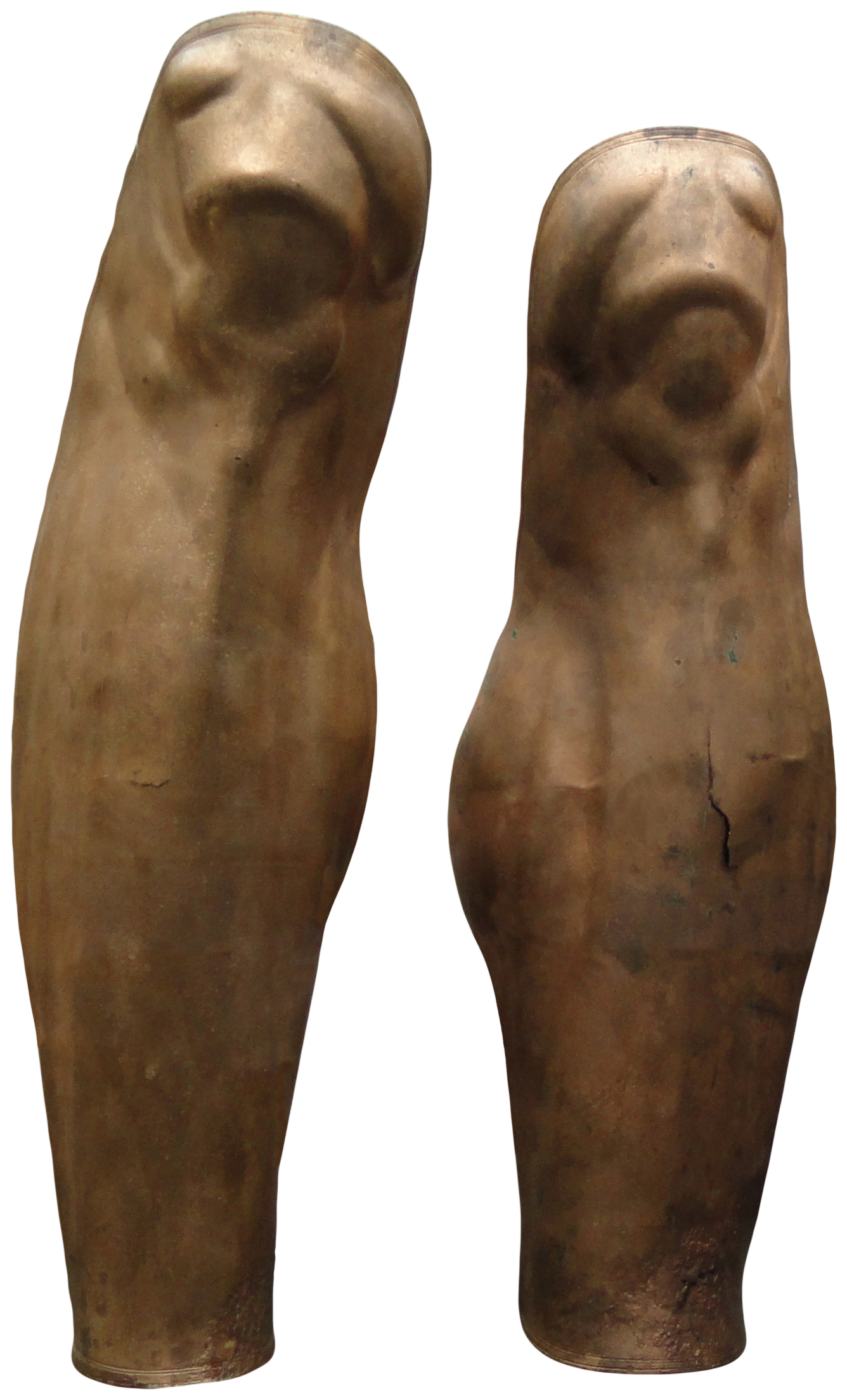
Par de grevas
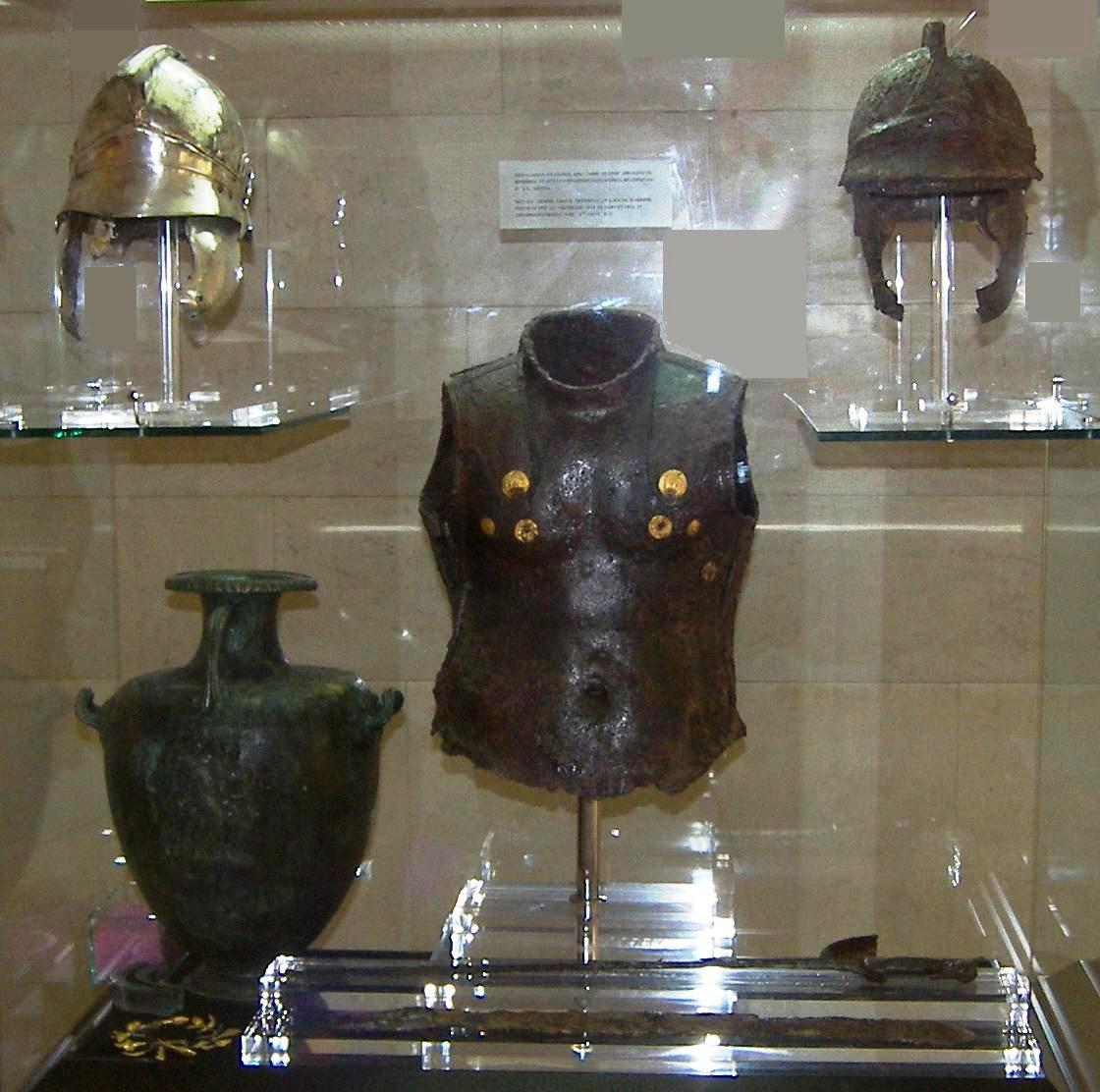
Armadura hoplita